# Sadao Araki
O barão Sadao Araki (em japonês: 荒木 貞夫; 26 de maio de 1877 — 2 de novembro de 1966) foi um general japonês, estadista, e um líder da facção Kōdōha, um grupo ultranacionalista dos anos 1930. Por sua participação na Segunda Guerra Mundial, foi condenado por crimes de guerra e sentenciado a prisão perpétua.